# Ziyunshan Shuiku
Ziyunshan Shuiku är en reservoar i Kina. Den ligger i provinsen Jiangxi, i den sydöstra delen av landet, omkring 98 kilometer söder om provinshuvudstaden Nanchang. Ziyunshan Shuiku ligger 89 meter över havet. Den ligger vid sjön Shanli Shuiku. I omgivningarna runt Ziyunshan Shuiku växer huvudsakligen savannskog.
Genomsnittlig årsnederbörd är 2 267 millimeter. Den regnigaste månaden är juni, med i genomsnitt 364 mm nederbörd, och den torraste är oktober, med 22 mm nederbörd.